# Полом-Малий
Полом-Малий (пол. Połom Mały) — село в Польщі, у гміні Івкова Бжеського повіту Малопольського воєводства.
Населення — 321 особа (2011).
У 1975-1998 роках село належало до Тарновського воєводства.

## Демографія
Демографічна структура станом на 31 березня 2011 року:
|          | Загалом | Допрацездатний вік | Працездатний вік | Постпрацездатний вік |
| -------- | ------- | ------------------ | ---------------- | -------------------- |
| Чоловіки | 156     | 40                 | 99               | 17                   |
| Жінки    | 165     | 51                 | 85               | 29                   |
| Разом    | 321     | 91                 | 184              | 46                   |